# Centriscus
Centriscus is een geslacht van straalvinnige vissen uit de familie van snipmesvissen (Centriscidae). Het geslacht is voor het eerst wetenschappelijk beschreven in 1816 door Cuvier.

## Soorten
- Centriscus cristatus (De Vis, 1885)
- Centriscus scutatus Linnaeus, 1758

Niet geaccepteerde soorten:
- Centriscus armatus Sauvage, 1879 geaccepteerd als Notopogon armatus (Sauvage, 1879)
- Centriscus capito Oshima, 1922 geaccepteerd als Centriscus scutatus Linnaeus, 1758
- Centriscus fernandezianus Delfin, 1899 geaccepteerd als Notopogon fernandezianus (Delfin, 1899)
- Centriscus gracilis Lowe, 1839 geaccepteerd als Macroramphosus gracilis (Lowe, 1839)
- Centriscus humerosus Richardson, 1846 geaccepteerd als Centriscops humerosus (Richardson, 1846)
- Centriscus japonicus Günther, 1861 geaccepteerd als Macroramphosus gracilis (Lowe, 1839)
- Centriscus punctulatus (Bianconi, 1854) geaccepteerd als Aeoliscus punctulatus (Bianconi, 1854)
- Centriscus scolopax (Linnaeus, 1758) geaccepteerd als Macroramphosus scolopax (Linnaeus, 1758)
- Centriscus squamosus Bloch, 1785 geaccepteerd als Macroramphosus scolopax (Linnaeus, 1758)
- Centriscus velitaris Pallas, 1770 geaccepteerd als Macroramphosus gracilis (Lowe, 1839)